# EKVX
EKVX细胞是一種人类肺腺癌永生細胞系，來源於一位男性患者，列入NCI-60细胞列表廣泛應用於生物學和癌症研究。